# Raily Ignacio
Raily Ignacio (L'Aia, 4 giugno 1987) è un calciatore olandese, attaccante del Kozakken Boys.

## Carriera
Ha giocato 6 partite nella massima serie olandese.